# The Podium
The Podium (englisch für Das Podest) ist ein hohes, 1,5 km langes, oben abgeflachtes und vereistes Kliff an der Hillary-Küste im ostantarktischen Viktorialand. Am südlichen Ende der Worcester Range ragt es oberhalb der vereisten Bucht zwischen Kap Teall und Kap Timberlake auf, in die der Jewtejew-Gletscher hineinfließt.
Das Advisory Committee on Antarctic Names benannte es 1964 deskriptiv nach seiner Erscheinung.